# Robert Weir
Robert Weir (Birmingham, 4 febbraio 1961) è un ex discobolo e martellista britannico.

## Palmarès
| Anno | Manifestazione | Sede         | Evento              | Risultato | Misura  | Note              |
| ---- | -------------- | ------------ | ------------------- | --------- | ------- | ----------------- |
| 1982 | Commonwealth   | Brisbane     | Lancio del martello | Oro       | 75,08 m | Record dei Giochi |
| 1983 | Universiadi    | Edmonton     | Lancio del martello | Argento   | 74,10 m |                   |
| 1983 | Mondiali       | Helsinki     | Lancio del martello | 15º       | 71,62 m |                   |
| 1984 | Olimpiadi      | Los Angeles  | Lancio del martello | 8º        | 72,62 m |                   |
| 1984 | Olimpiadi      | Los Angeles  | Lancio del disco    | 10º       | 61,36 m |                   |
| 1993 | Mondiali       | Stoccarda    | Lancio del disco    | 18º       | 59,74 m |                   |
| 1994 | Commonwealth   | Victoria     | Lancio del disco    | Bronzo    | 60,86 m |                   |
| 1995 | Mondiali       | Göteborg     | Lancio del disco    | 9º        | 63,14 m |                   |
| 1996 | Olimpiadi      | Atlanta      | Lancio del disco    | 15º       | 61,64 m |                   |
| 1997 | Mondiali       | Atene        | Lancio del disco    | 8º        | 63,06 m |                   |
| 1998 | Commonwealth   | Kuala Lampur | Lancio del disco    | Oro       | 60,86 m |                   |
| 1998 | Europei        | Budapest     | Lancio del disco    | 8º        | 61,92 m |                   |
| 1999 | Mondiali       | Siviglia     | Lancio del disco    | 13º       | 62,71 m |                   |
| 2000 | Olimpiadi      | Sydney       | Lancio del disco    | 28º       | 60,01 m |                   |
| 2001 | Mondiali       | Edmonton     | Lancio del disco    | 15º       | 61,05 m |                   |
| 2002 | Commonwealth   | Manchester   | Lancio del disco    | Bronzo    | 59,24 m |                   |

## Altre competizioni internazionali
1997
- Coppa Europa di atletica leggera ( Monaco di Baviera)

1998
- Coppa Europa di atletica leggera ( San Pietroburgo)

2000
- Coppa Europa di atletica leggera ( Gateshead)